# Joinville (Brazília)
Joinville (IPA: [ʒõjˈvili], vagy IPA: [ʒwĩˈvili]) nagyváros Brazília déli részén, Santa Catarina államban, melynek legnagyobb települése. Joinville Araquari, Campo Alegre, Santa Catarina, Garuva, Guaramirim, Jaraguá do Sul, São Francisco do Sul és Schroeder községekkel határos. Lakosainak száma 616 317 fő (2022).

## Demográfia

### Etnikai megoszlás
| Rassz              | Százalék | Fő      |
| Fehér (kaukázusi)  | 91,50    | 393 085 |
| Keverék (pardo)    | 5,13     | 22 025  |
| Afroamerikai       | 2,19     | 9413    |
| Bennszülött indián | 0,14     | 613     |
| Ázsiai             | 0,17     | 711     |

Forrás: IBGE 2000. 

### Vallási megoszlás
| Vallás          | Százalék | Fő      |
| Római katolikus | 73,26    | 314 729 |
| Protestáns      | 22,49    | 96 632  |
| Nem vallásos    | 2,01     | 8656    |

Forrás: IBGE 2000. 

## Népesség
A település népességének változása:
| Lakosok száma | 429 604 | 515 288 | 597 658 | 604 708 | 616 317 |
|               | 2000    | 2010    | 2020    | 2021    | 2022    |